# 厄普舍縣 (西維吉尼亞州)
厄普舍縣（英語：Upshur County）是美国西維吉尼亞州中部偏東的一個縣，面積919平方公里。根據2020年美國人口普查，人口共有23,816人。縣治巴克漢農（Buckhannon）。該縣成立於1851年3月26日，縣名紀念曾任美国国务卿、海軍部長的埃布尔·P·厄普舍（Abel Parker Upshur）。